# Suecia antiqua et hodierna
Suecia antiqua et hodierna (latin for "Det fortidige og nuværende Sverige") er et topografisk plancheværk med kobbergraveringer over stormagtstidens Sverige. Værket indeholder 353 plancher. Hundrede plancher viser byer i det daværende Sverige (med Österland – de daværende rigsdele i det nuværende Finland), lidt flere plancher af forskellige slotte og herregårde, mens de resterende viser forskellige historiske steder (så som Birka og Uppsala Høje), kirker mv.
Værket blev især udarbejdet af arkitekt og embedsmand, greve Erik Dahlbergh (1625–1703), og blev finansieret af staten. Arbejdet blev påbegyndt i 1660, ved at Dahlbergh rejste Sverige rundt for at tegne byer og vigtige bygninger. Han ansatte de bedste gravører fra Frankrig og Holland, og rejste selv til Paris for at lede graveringsarbejdet. På grund af Dahlberghs deltagelse i krigen mod Danmark, var der en cirka tiårig afbrydelse i arbejdet indtil midten af 1680'erne. Dahlbergh fik hjælp til tegningerne af miniaturekunstneren ved Antikvitetskollegium Johan Lithén (1663–1725), af gravøren Johannes Aveelen ("fem stockholmskig") og hofmaler David Klöcker Ehrenstrahl ("de gennemført dekorative plancher"). Til trykningen anvendtes den forholdsvis nye teknik med kobberstik, i høj grad med hjælp fra franske gravører. En tekstdel blev også planlagt. Da Dahlbergh døde i 1703, var værket ikke fuldendt.
Trykningen af værket trak i langdrag, til dels fordi flere af hovedpersonerne døde. Nogle af plancherne og også en mindre del af teksten, blev trykt allerede i slutningen af 1690'erne, men først i slutningen af 1720'erne fandtes værkets planchedel som et nogenlunde færdigt bogværk. Omkring tyve år senere var de fleste eksemplerer solgt.
Bogen blev udgivet flere gange i forskellige nyudgaver. Den seneste udgave er fra 1924. Tekstdelen blev dog aldrig udgivet.

## Ekstern henvisning
- Kungl. bibliotekets præsentation af Suecia antiqua et hodierna